# Ruinas de la catedral de San Pablo de Macao

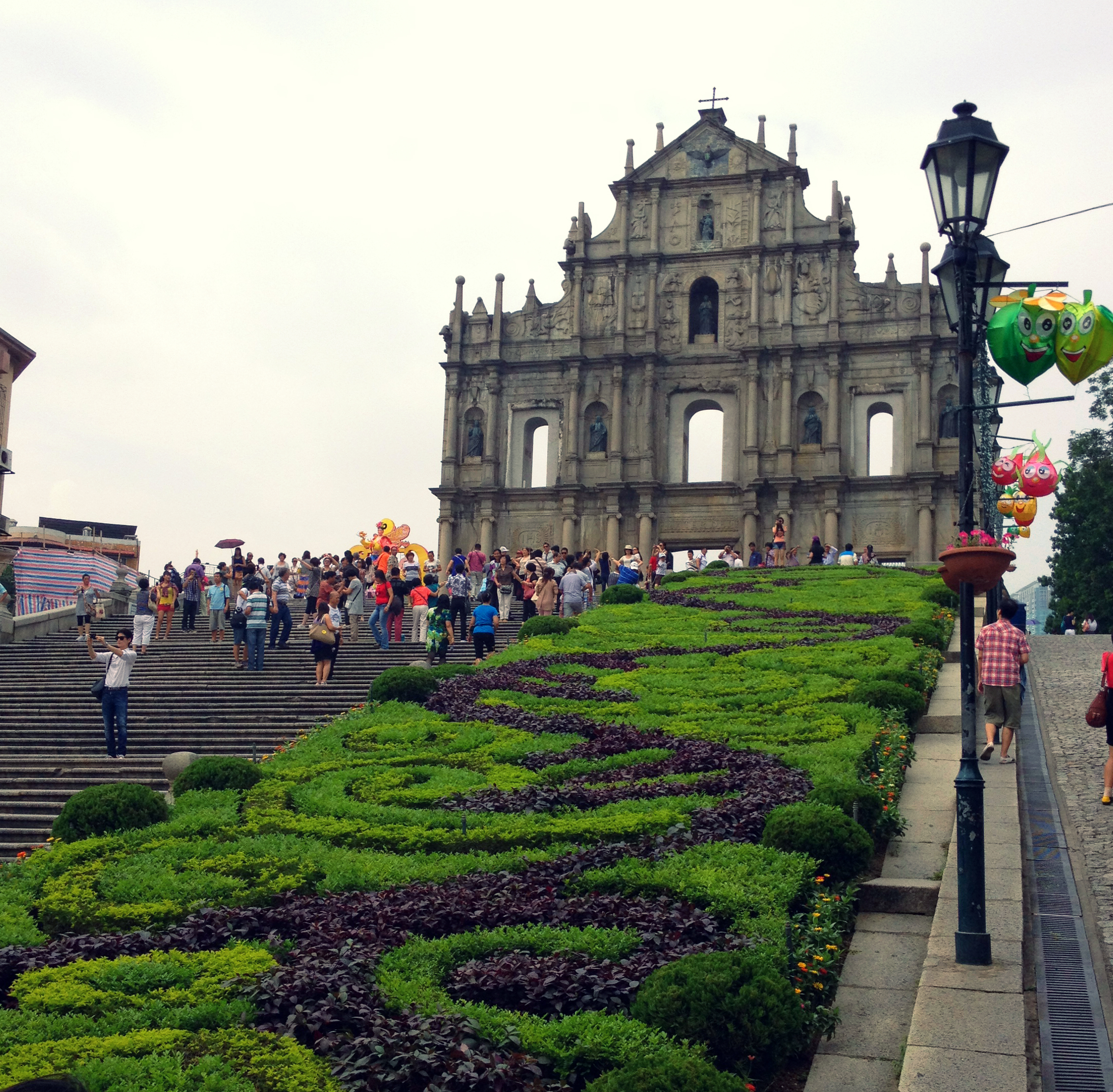
Ruinas de la Catedral de San Pablo, en Macao.

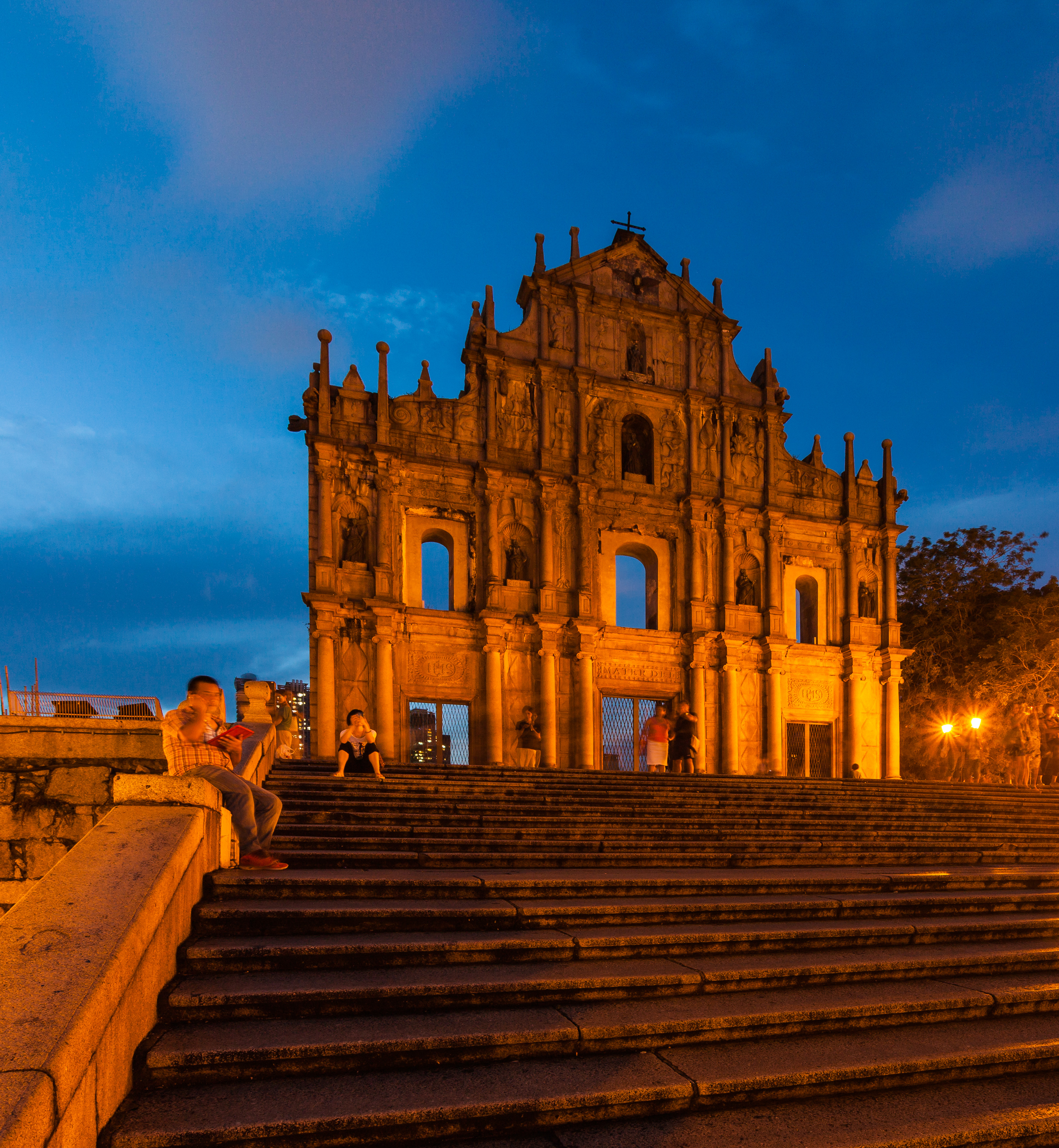
Vista de las ruinas durante la hora azul.

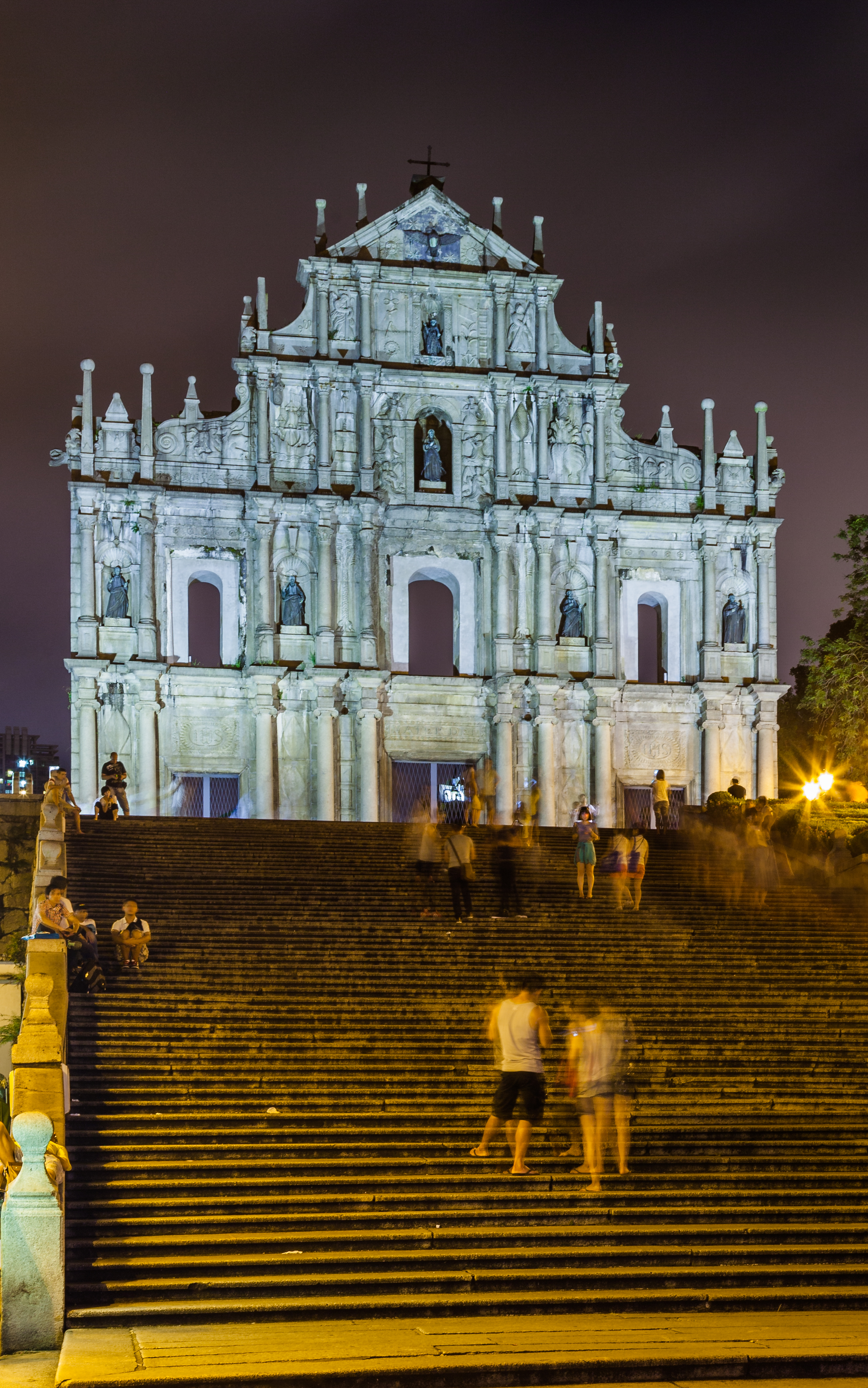
Iluminación nocturna del templo.

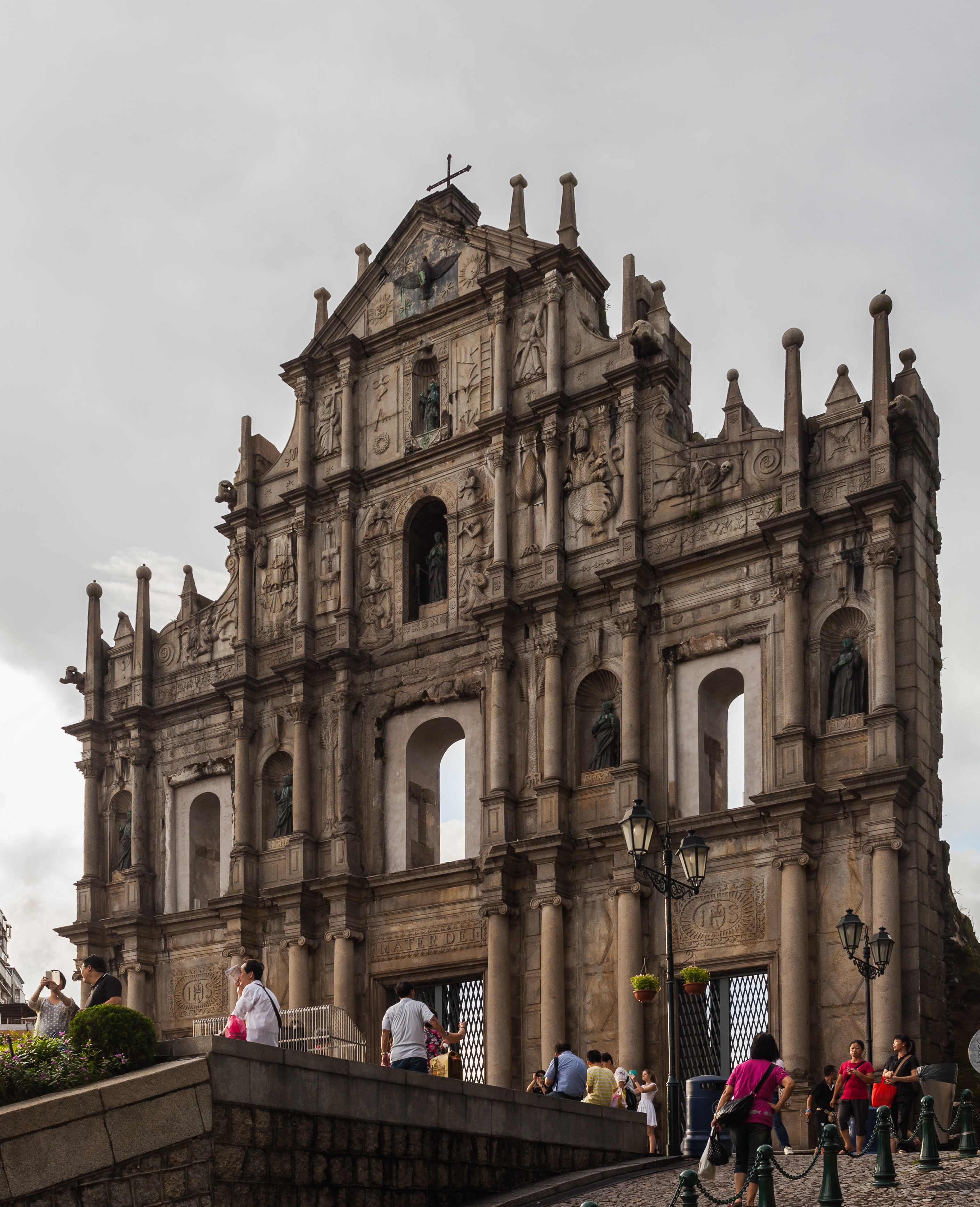
Vista diurna de la catedral.

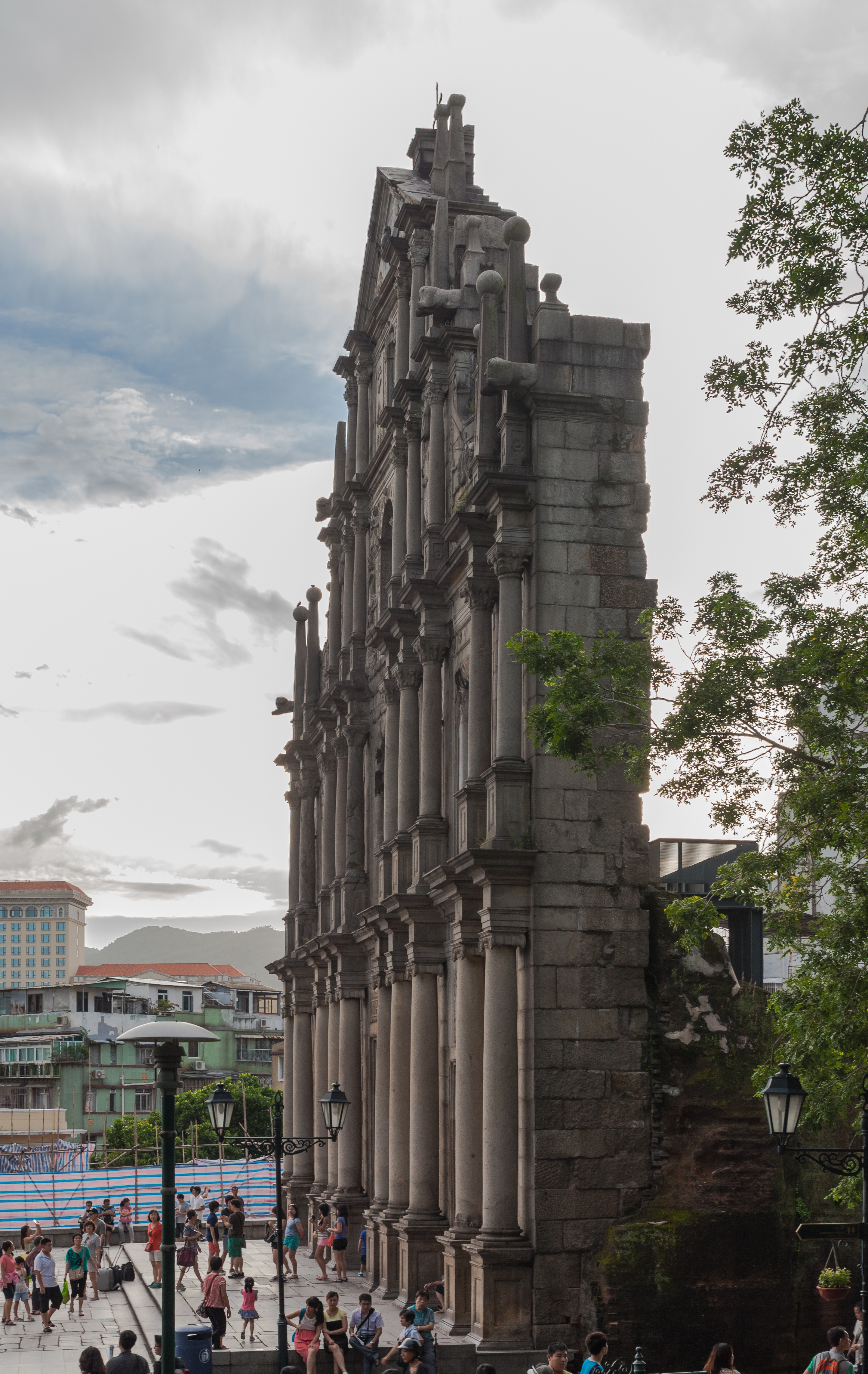
Vista lateral.

Las ruinas de la catedral de San Pablo (en portugués: Ruínas de São Paulo, en chino, 大三巴牌坊; pinyin, Dàsānbā Páifāng) están situadas en Macao y no pertenecen a una catedral sino a la antigua Iglesia Madre de Dios, que se terminó de construir en 1640 y fue destruida por un incendio en 1835 conservándose únicamente su fachada. El complejo comprende además de la Iglesia Madre de Dios, el Colegio de San Pablo y la Fortaleza del Monte, todas construcciones jesuitas que, en su conjunto, se identifican como la "Acrópolis de Macao". Todo lo que queda de la más grande y bella de las iglesias de Macao es la imponente fachada de granito y la escalera de 68 escalones, y nada del Colegio. En 2005, este complejo fue agregado a la Lista de Monumentos históricos del Centro Histórico de Macao, siendo así considerado Patrimonio Mundial de la Humanidad por la UNESCO y el máximo símbolo de la cultura occidental cristiana en Macao. 
Las ruinas de San Pablo fueron elegidas en 2009 como una de las Siete Maravillas de Origen Portugués en el Mundo y, según el "Atlas mundial de la arquitectura barroca" (una publicación de UNESCO de 2001), la fachada de la iglesia y la Iglesia de San José, son un ejemplo de arquitectura barroca en China. 
Hoy en día, la fachada de las Ruinas de San Pablo funciona simbólicamente como un altar de la ciudad.

## Iglesia Madre de Dios
La Iglesia Madre de Dios, también llamada comúnmente Iglesia de San Pablo, fue construida en 1565 en anexo al Colegio Jesuita de San Pablo, que fue la primera universidad occidental en el Lejano Oriente.La iglesia, con excepción de su fachada, fue construida en madera y, de acuerdo a los registros, estaba decorada y amoblada con un gran gusto. 
Durante la dinastía Ming, misioneros como Matteo Ricci o Adam Schall estudiaron chino en esta casa antes de servir en la corte imperial de Pekín como geógrafos y matemáticos. En su interior, la iglesia era de madera, y fue decorada con brillantez a la vez que amueblada con gusto. La fachada, de piedra tallada, fue construida por artesanos cristianos que se habían refugiado en Macao tras ser expulsados de Japón, aunque el jesuita italiano Carlo Spinola se encargó de la dirección del proyecto. 
En 1595, un incendio causó daños a la iglesia y al colegio. El colegio fue rápidamente reconstruido, pero la iglesia finalizó su reparación recién en 1602. Después de las reparacoines, la iglesia se convirtió en una grandiosa basílica. Para ese entonces, era la mayor iglesia católica del Lejano Oriente y era llamada el "Vaticano de Oriente". Una inscripción en latín a la izquierda de la base de la fachada confirma la fecha de la reconstrucción: "Año 1602, Macao dedica a la Santísima Virgen María". En 1603 volvió a entrar en servicio. Los jesuitas fueron obligados a abandonarla en 1762, cuando fueron expulsados por las autoridades portuguesas durante la supresión de la Compañía de Jesús y comenzó a utilizarse como cuartel militar. 
En 1835, un violento incendio que comenzó en las cocinas del colegio y se extendió rápidamente destruyó casi por completo el edificio y la iglesia, dejando en pie tan sólo los restos que aún pueden contemplarse hoy en día: la grandiosa y elegante fachada de granito y las escaleras. La iglesia nunca fue reconstruida.
En la parte posterior de las ruinas que quedaron se construyó en 1995 un museo de arte sacro en el que se pueden apreciar pinturas, esculturas y objetos litúrgicos. Al lado, una cripta alberga los restos de los mártires japoneses y vietnamitas.

### Descripción de la fachada

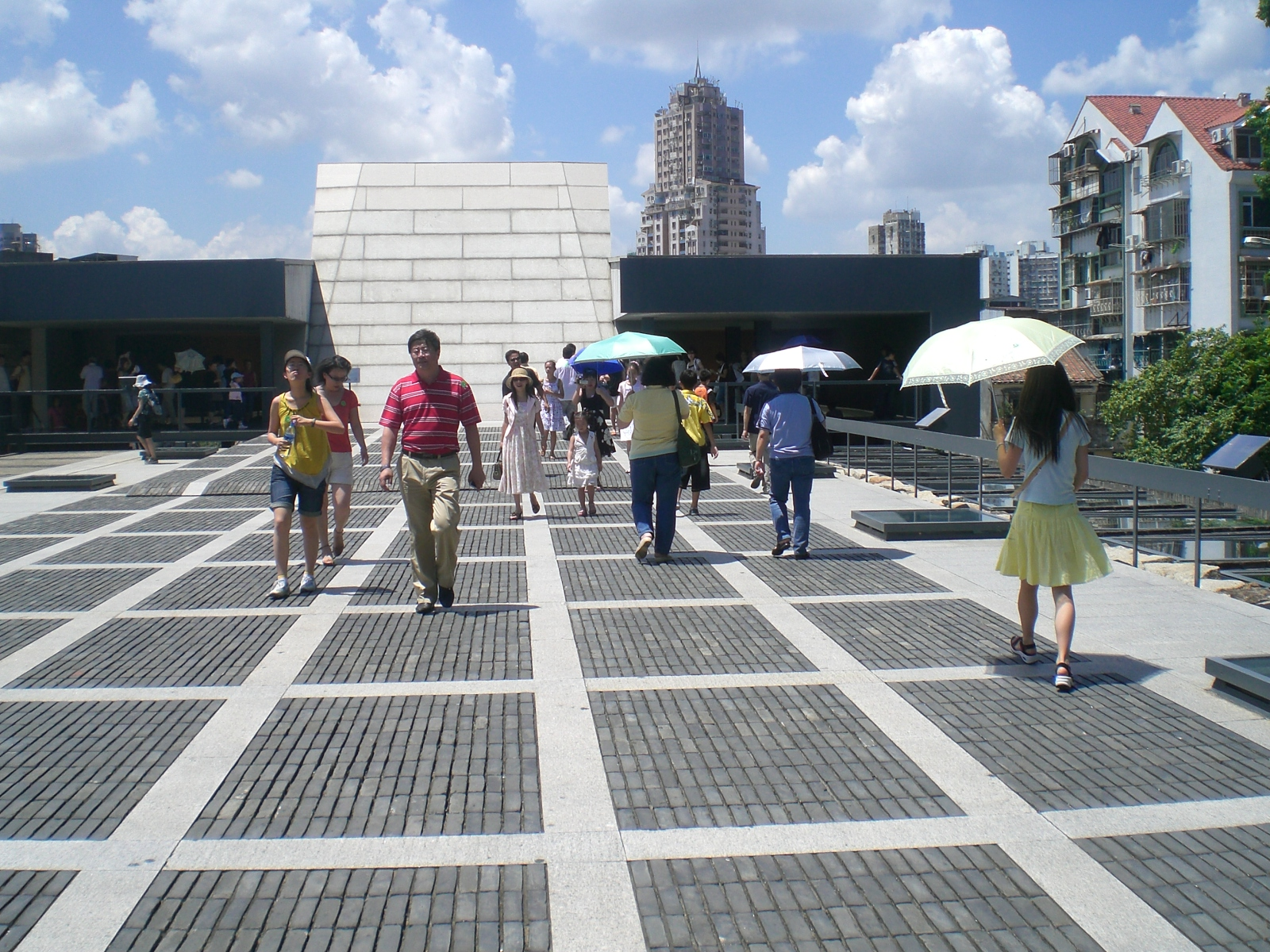
Espacio detrás de la fachada con acceso al museo

La fachada y la escalera fueron concluidas en 1640. La impresionante fachada de granito se ha hecho a mano durante muchos años por los japoneses cristianos exiliados y artistas locales, bajo la dirección del jesuita italiano Carlo Spinola. Tiene 27 metros de altura por 23,5 m de ancho y 2,7 m de espesor. Parecía a punto de venirse abajo pero fue apuntalada con acero. 
Se levanta en cuatro niveles con columnas y está cubierta con tallas y esculturas que ilustran los orígenes de la iglesia católica en Asia. Hay estatuas de Jesucristo (con las herramientas que se utilizaron para clavarlo en la cruz), la Virgen María y de los santos, símbolos del Jardín del Edén y la Crucifixión, además de tallas de los ángeles y el diablo, un dragón chino, el crisantemo japonés, un velero portugués e inscripciones escritas en caracteres chinos para advertir a la gente. El piso superior es un dintel triangular bajo una cruz, y en el centro del mismo hay una paloma de cobre rodeada por el sol, la luna y las estrellas. Las dos plantas medianas reflejan el esfuerzo llevado a cabo por los misioneros.
La fachada fue construida bajo el concepto clásico de la ascensión divina, por lo cual se divide en cinco niveles horizontales rematadas por un frontón triangular. Cada nivel de la fachada representa un estado particular de los creyentes en ese camino hacia el Paraíso, que es el estado final de ese largo camino cristiano y el lugar donde van los hombres que, resistiendo a las tentaciones del Diablo, consiguieran completar el trayecto y alcanzar la santidad. Por eso, el quinto y último nivel simboliza la Trinidad que vive en el Paraíso.